# Гідіджень (комуна)
Гідіджень, Гідіджені (рум. Ghidigeni) — комуна у повіті Галац в Румунії. До складу комуни входять такі села (дані про населення за 2002 рік):
- Гара-Гідіджень (20 осіб)
- Гирбовец (311 осіб)
- Гура-Гирбовецулуй (114 осіб)
- Гідіджень (1523 особи)
- Джефу (1016 осіб)
- Слобозія-Корнь (781 особа)
- Телпіджі (2088 осіб)
- Теплеу (473 особи)

Комуна розташована на відстані 209 км на північний схід від Бухареста, 80 км на північний захід від Галаца, 124 км на південь від Ясс.

## Населення
За даними перепису населення 2002 року у комуні проживали 6326 осіб.
Національний склад населення комуни:
| Національність | Кількість осіб | Відсоток |
| -------------- | -------------- | -------- |
| румуни         | 5896           | 93,2%    |
| цигани         | 429            | 6,8%     |
| німці          | 1              | < 0,1%   |

Рідною мовою назвали:
| Мова      | Кількість осіб | Відсоток |
| --------- | -------------- | -------- |
| румунська | 6325           | > 99,9%  |
| циганська | 1              | < 0,1%   |

Склад населення комуни за віросповіданням:
| Релігія       | Кількість осіб | Відсоток |
| ------------- | -------------- | -------- |
| православні   | 6263           | 99,0%    |
| адвентисти    | 58             | 0,9%     |
| римо-католики | 3              | < 0,1%   |
| п'ятдесятники | 1              | < 0,1%   |